# Katarzyna Figura
Katarzyna Małgorzata Figura (ur. 22 marca 1962 w Warszawie) – polska aktorka filmowa, telewizyjna i teatralna.
Karierę zawodową rozpoczynała rolami epizodycznymi w filmach Krzysztofa Kieślowskiego i Wojciecha Jerzego Hasa. Rozgłos zyskała dzięki rolom w filmach Pociąg do Hollywood (1987) i Kingsajz (1987), które utrwaliły jej wizerunek jako polskiego symbolu seksu. W pierwszej połowie lat 90. zagrała role w filmach zagranicznych, m.in. amerykańskich i francuskich. Zasłynęła komediową rolą Ryszardy Siarzewskiej w filmach Kiler (1997) i Kiler-ów 2-óch (1998), a w następnych latach zyskała uznanie krytyków za role w filmach: Ajlawju (1999), Żurek (2003) i Ubu król (2004), jak też w spektaklach w Teatrze Dramatycznym w Warszawie (2006–2013) i Teatrze Wybrzeże w Gdańsku (od 2013).

## Życiorys
Jej ojciec był lekarzem weterynarii, a matka – ekonomistką. Jest jedynaczką, co – jak przyznawała w wywiadach – było dla niej „powodem frustracji i poczucia inności”. W okresie dojrzewania miała kompleksy związane z budową własnego ciała. W przedszkolu występowała w rozmaitych przedstawieniach, recytując i śpiewając. Jako dziecko zagrała w filmach Zginął pies (1973) i Mysz (1977). Należała do Ogniska Teatralnego Teatru Ochoty prowadzonego przez Jana i Halinę Machulskich.
W 1985 ukończyła studia na PWST w Warszawie, wystąpiła w spektaklu dyplomowym Widok z mostu Arthura Millera. Jeszcze przed obroną dyplomu aktorskiego zagrała w debiucie reżyserskim Jacka Koprowicza Przeznaczenie (1983), a w połowie lat 80. zagrała role epizodyczne m.in. u Krzysztofa Kieślowskiego w Bez końca i Wojciecha Jerzego Hasa w Osobistym pamiętniku grzesznika. Będąc na czwartym roku studiów aktorskich, dołączyła do zespołu Teatru Współczesnego, w którym debiutowała rolą Irmy w Trzech siostrach Antoniego Czechowa w reż. Macieja Englerta.
Jej pierwszą dużą rolą była postać młodej prostytutki Once w filmie Piotra Szulkina Ga, ga. Chwała bohaterom. Popularność zdobyła rolą Rózi w bajce Jerzego Gruzy Pierścień i róża. Przełomem w jej karierze był występ w komedii obyczajowej Radosława Piwowarskiego Pociąg do Hollywood (1986), w której zagrała bufetową Mariolę „Merlin” Wafelek, która jest zafascynowana Marilyn Monroe i marzy o karierze w Stanach Zjednoczonych, dlatego namiętnie pisze w tej sprawie listy do amerykańskiego reżysera Billy’ego Wildera. W tym czasie odrzuciła propozycję udziału w sesji zdjęciowej do amerykańskiego wydania czasopisma „Playboy”. Następnie wystąpiła u boku Jacka Chmielnika i Jerzego Stuhra w komedii Juliusza Machulskiego Kingsajz (1986); fragment filmu, w którym krasnoludek (Chmielnik) przechadza się po Ali (Figura), uznawany jest za jedną z najsłynniejszych scen w polskim kinie. Za sprawą występów w Pociągu… i Kingsajzie zaczęła być postrzegana jako seksbomba, a prasa nazywała ją „polską Marilyn Monroe”. Zagrała Superblondynę w filmie Porno (1990), a rola niejako odpowiadała wizerunkowi, jaki przypisywano jej w Polsce – seksownej blondynki z dużym biustem.

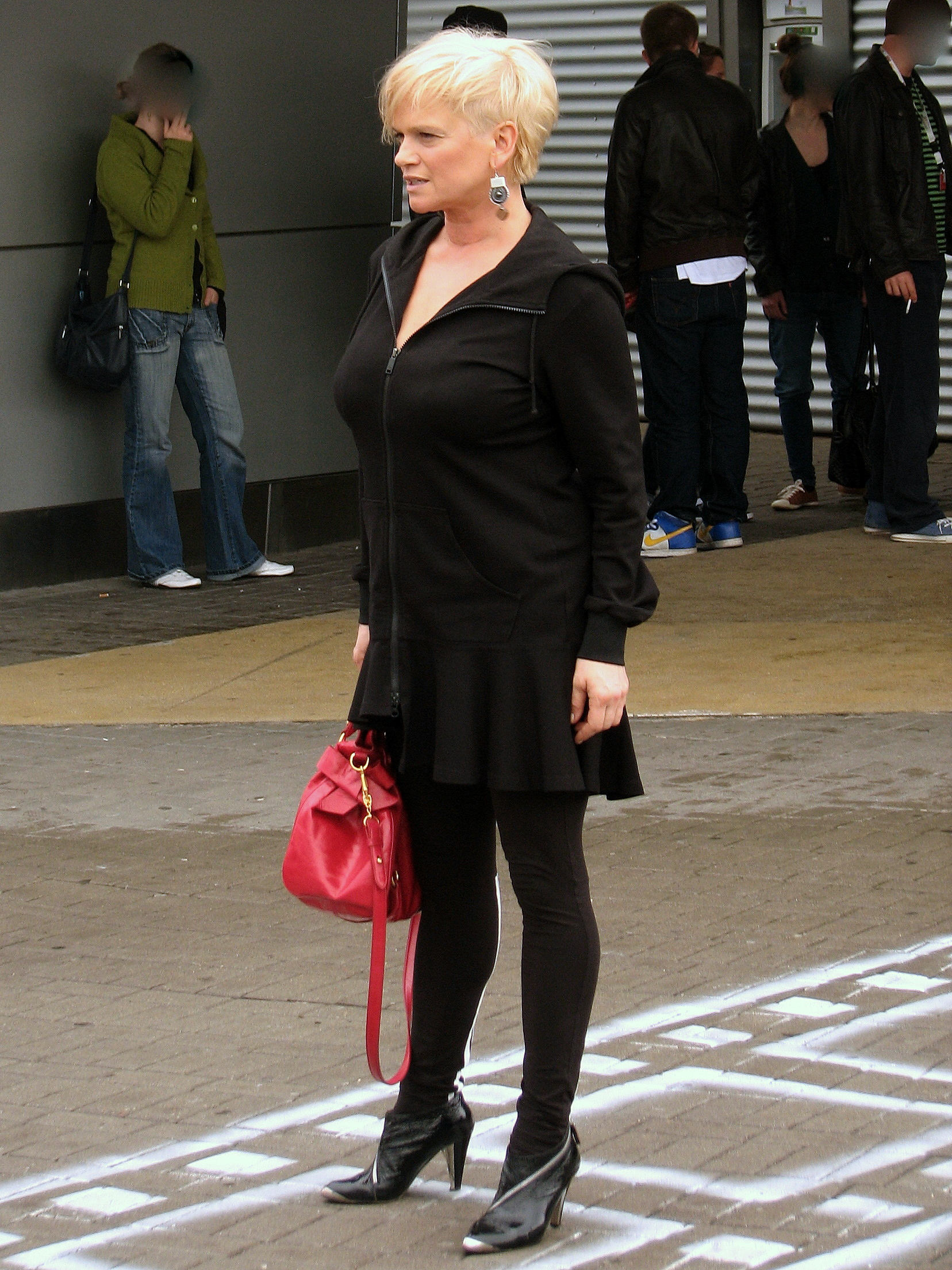
Figura na 35. Festiwalu Polskich Filmów Fabularnych w Gdyni (2010)

Równocześnie z rozwojem kariery w Polsce grała role drugoplanowe w produkcjach węgierskich (m.in. u Miklósa Jancsó), czechosłowackich i hiszpańskich (główna rola w Estación Central Joségo Antonia Salgota). Zagrała niewielką rolę w jednym z odcinków erotycznej serii Zalmana Kinga Pamiętnik Czerwonego Pantofelka. W 1989 wyjechała na stypendium do Francji, gdzie uczyła się w Conservatoire national supérieur d’art dramatique w Paryżu i podpisała kontrakt z agencją „Intermedia”. Zagrała epizody w kilku francuskich i brytyjskich filmach. W 1991 wyjechała do Los Angeles, gdzie podpisała roczny kontrakt z William Morris Agency. Wkrótce otrzymała propozycję zagrania głównej roli w filmie Roberta Altmana Gracz, ale producenci filmu nie zgodzili się na to ze względu na nierozpoznawalne w USA nazwisko Figury; rolę powierzono Grecie Scacchi, a Figura pojawiła się w filmie epizodycznie, w roli samej siebie. W tym czasie dzieliła życie między Francję a USA, zagrała m.in. Leni w brytyjsko-francuskich Głosach w ogrodzie Pierre’a Boutrona i Jennifer Lawrence w amerykańskiej Fatalnej przeszłości Clive’a Fleury’ego, a także Kolbę w erotycznym horrorze Ruggero Deodato Krwawe pranie, który uznaje za „najgorszy film w swojej karierze”. Mieszkając we Francji, dorabiała jako kelnerka w paryskiej kawiarni, a po zagraniu w telewizyjnej reklamie Toyoty ponownie wyjechała do Los Angeles, gdzie podpisała kontrakt z agencją ICA i zagrała epizodyczną rolę w filmie Roberta Altmana Prêt-à-porter (1994).
W pierwszej połowie lat 90. zagrała w filmach Andrzeja Kondriatuka: Mleczna droga, Wrzeciono czasu i Słoneczny zegar. W tejże dekadzie dwukrotnie pozowała do polskiej edycji „Playboya”: w maju 1994 (nr 18) i kwietniu 1997 (nr 53). Firmowała swoim nazwiskiem jedną z erotycznych linii telefonicznych; angaż do tego projektu tłumaczyła słowami: Linia telefoniczna była moją działalnością aktorską i literacką. Pisałam opowiadania, które potem nagrywałam w studio radiowym, czyli dokładnie tak, jakbym nagrywała audycję. (...) Ludzie słuchali moich wynurzeń, mojego głosu nagranego na sekretarkę. (...) Moi fani nie dzwonili pod numer sextelefonu, a jeśli zdarzali się tacy, to byli zawiedzeni. Popularność wśród widzów zyskała rolą Ryszardy „Gabrysi” Siarzewskiej w komedii Juliusza Machulskiego Kiler (1997) i jego kontynuacji, Kiler-ów 2-óch (1999). Do końca lat 90. zagrała także: kryminalistkę Krystynę w Historiach miłosnych (1997) Jerzego Stuhra, Terizę w Szczęśliwego Nowego Jorku (1997) Janusza Zaorskiego i Grazię w Prostytutkach (1998) Eugeniusza Priwieziencewa. W 1998 otrzymała drugą w karierze Złotą Kaczkę dla najpopularniejszej aktorki, a za rolę Gosi w Ajlawju (1999) Marka Koterskiego została uhonorowana nagrodą za pierwszoplanową rolę kobiecą na 24. Festiwalu Polskich Filmów Fabularnych w Gdyni.
W 2000 powróciła na scenę teatralną rolą Yany w Zazdrości na trzy faksy w Teatrze Nowym w Warszawie. Współpracowała też z Krakowskim Teatrem Scena STU, a w 2002 w Teatrze Wybrzeże w Gdyni wystąpiła jako Hanka w adaptacji powieści Stefana Chwina Hanemanna w reżyserii Izabelli Cywińskiej. Zagrała epizodyczną rolę w Pianiście (2002) Romana Polańskiego. Za rolę kobiety uwięzionej na marginesie społeczeństwa z ciężarną, 15-letnią córką w filmie Żurku otrzymała Orła za najlepszą główną rolę kobiecą. Za występ w roli odrażającej Ubicy w dramacie Ubu król dostała nagrodę za najlepszą pierwszoplanową rolę kobiecą na 28. FPFF w Gdyni.

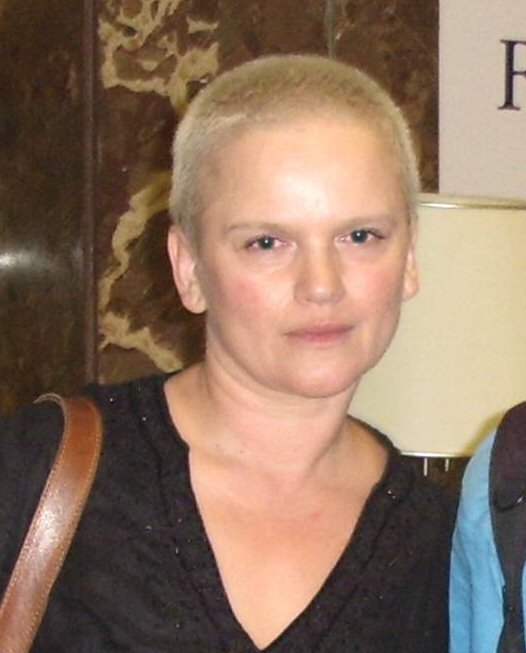
Figura (2007)

Pojawiła się w telewizyjnych sitcomach jako gwiazda specjalna, m.in. w Wiedźmach (2005) i Niani (2005, 2008–2009). W latach 2006–2013 była aktorką Teatru Dramatycznego im. Gustawa Holoubka w Warszawie, w którym zagrała m.in. główną rolę w spektaklu Dirka Dobbrowa Alina na zachód (2006; dla roli w tej sztuce ogoliła włosy na głowie, czym zerwała z wizerunkiem seksbomby), Paulę Strasberg w spektaklu Krystiana Lupy Persona. Marilyn (2009) i główną rolę w dramatach Jona Fossego Matka i dziecko / Letni dzień (2012).
W 2008 uczestniczyła w siódmej edycji programu rozrywkowego TVN Taniec z gwiazdami i wzięła udział w sesji zdjęciowej do październikowego wydania polskiej edycji „Playboya”. W 2013 przeprowadziła się do Gdyni i została wykładowcą w Gdyńskiej Szkole Filmowej, gdzie od listopada 2013 jest etatową aktorką Teatru Wybrzeże. W tym samym roku zagrała Kalinę Jędrusik w głośnym monodramie Kalina w warszawskim Teatrze „Polonia”, a w następnym roku – Elżbietę I w Marii Stuart w reżyserii Adama Nalepy, na podstawie tekstu Friedricha Schillera. W 2015 zagrała w szekspirowskich Wesołych kumoszkach z Windsoru w reżyserii Pawła Aignera i w Tresowanych duszach w reżyserii Adama Orzechowskiego. Zagrała rolę matki młodego mężczyzny z zespołem Downa w krótkometrażowym filmie Cezarego Orłowskiego Jestem (2024).

## Życie prywatne
W 1986–1989 była żoną przedsiębiorcy Jana Chmielewskiego, z którym ma syna Aleksandra (ur. 1987). W latach 90. była związana z reżyserem Ablem Ferrarą. 27 maja 2000 poślubiła amerykańskiego przedsiębiorcę i producenta filmowego Kaia Schoenhalsa, z którym ma dwie córki: Koko Claire (ur. 24 października 2002) i Kaszmir Amber (ur. 12 lutego 2005). W 2012 w wywiadzie dla „Vivy!” wyznała, że przez lata była ofiarą przemocy domowej. 24 września 2021 sfinalizowała rozwód z mężem.
Wzięła udział w akcji charytatywnej „Podziel się dzieciństwem”. Zagrała w spektaklu Lady Oscar (2013), z którego wpływy przeznaczono na Fundusz Stypendialny Klubu Rotary i zakup pojazdu specjalistycznego do przewozu dzieci niepełnosprawnych dla ośrodka rehabilitacyjnego OREW w Gdyni. W grudniu 2016 wzięła udział w akcji charytatywnej w Gdyni.
Była współwłaścicielką restauracji „Kom” i „Sense” w Warszawie oraz hotelu i restauracji „A la carte” w Krakowie.
W 2022 zdiagnozowano u niej cukrzycę typu 2.

### Poglądy polityczne
Poparła Pawła Adamowicza w kampanii wyborczej dotyczącej wyborów samorządowych w 2014, a także Bronisława Komorowskiego w 2015.

## Dokonania artystyczne

### Filmografia
| Filmy fabularne |                                                          |                                |                         | |
| Rok             | Tytuł                                                    | Rola                           | Reżyser                 | Uwagi |
| 1976            | Zginął pies                                              | dziewczynka                    | Zofia Ołdak             | Debiut |
| 1979            | Mysz                                                     | uczennica                      | Wiktor Skrzynecki       | |
| 1983            | Przeznaczenie                                            | Laura Radziewicz               | Jacek Koprowicz         | Pierwszoplanowa rola |
| 1984            | Bez końca                                                | asystentka hipnotyzera         | Krzysztof Kieślowski    | |
| 1985            | Rośliny trujące                                          | Goga Saganka                   | Robert Gliński          | |
| 1985            | Ga, ga. Chwała bohaterom                                 | prostytutka Once               | Piotr Szulkin           | Pierwszoplanowa rola |
| 1985            | Osobisty pamiętnik grzesznika przez niego samego spisany | Cyntia                         | Wojciech Jerzy Has      | |
| 1986            | Zkrocení zlého muže                                      | Sylvi                          | Marie Poledňáková       | Film produkcji czechosłowacko-fińskiej |
| 1986            | Pierścień i róża                                         | Różyczka                       | Jerzy Gruza             | Główna rola |
| 1986            | Komediantka                                              | Mimi                           | Jerzy Sztwiertnia       | |
| 1987            | Szornyek Evadya                                          | Anabella                       | Miklós Jancsó           | |
| 1987            | W klatce                                                 | Marta                          | Barbara Sass            | |
| 1987            | Kingsajz                                                 | Ala                            | Juliusz Machulski       | |
| 1987            | Pociąg do Hollywood                                      | Merlin                         | Radosław Piwowarski     | Pierwszoplanowa rola |
| 1988            | Nebojsa                                                  | rola nieznana                  | Július Matula           | Film produkcji czechosłowackiej |
| 1989            | Rififi po sześćdziesiątce                                | Eliza                          | Paweł Trzaska           | |
| 1989            | Porno                                                    | Superblondyna                  | Marek Koterski          | |
| 1990            | L’ambassade en folie                                     | Sasha                          | Baz Taylor              | Film produkcji francuskiej |
| 1990            | Piggate                                                  | Dolores Mendoza                | Krzysztof Magowski      | |
| 1990            | Mleczna droga                                            | Śmierć                         | Andrzej Kondratiuk      | Rola dubbingowana przez Ewę Błaszczyk |
| 1991            | Panny i wdowy                                            | Karolina                       | Janusz Zaorski          | |
| 1991            | Obywatel świata                                          | Kaśka                          | Ronald Rowiński         | |
| 1992            | Vortice mortale                                          | Kolba                          | Ruggero Deodato         | Film koprodukcji włosko-francusko-węgierskiej |
| 1992            | Voices in the garden                                     | Leni                           | Pierre Boutron          | Film produkcji brytyjsko-francuskiej |
| 1992            | The Player                                               | Kasia Figura                   | Robert Altman           | Film produkcji amerykańskiej |
| 1993            | Fatal Past                                               | Jennifer Lawrence              | Clive Fleury            | Film produkcji amerykańskiej |
| 1993            | Wesoła noc smutnego biznesmena                           | prostytutka                    | Andrzej Kondratiuk      | |
| 1994            | Prêt-à-Porter                                            | asystentka Sissy               | Robert Altman           | Film produkcji amerykańskiej |
| 1995            | Too fast too young                                       | Kaddy                          | Tim Everitt             | Film produkcji amerykańskiej |
| 1995            | Wrzeciono czasu                                          | Matylda                        | Andrzej Kondratiuk      | |
| 1996            | Niemcy                                                   | Marika                         | Zbigniew Kamiński       | Film produkcji polsko-amerykańskiej |
| 1996            | Autoportret z kochanką                                   | Diana                          | Radosław Piwowarski     | |
| 1997            | Kiler                                                    | Ryszarda Gabrysia Siarzewska   | Juliusz Machulski       | |
| 1997            | Historie miłosne                                         | Krystyna                       | Jerzy Stuhr             | |
| 1997            | Prostytutki                                              | Grazia                         | Eugeniusz Priwieziencew | |
| 1997            | Szczęśliwego Nowego Jorku                                | Teriza                         | Janusz Zaorski          | |
| 1997            | Słoneczny zegar                                          | Matylda                        | Andrzej Kondratiuk      | |
| 1998            | Złoto dezerterów                                         | Basia Gołąbek                  | Janusz Majewski         | |
| 1999            | Ajlawju                                                  | Gosia                          | Marek Koterski          | Nagroda za pierwszoplanową rolę kobiecą na 24. Festiwalu Polskich Filmów Fabularnych (1999) |
| 1999            | Kiler-ów 2-óch                                           | Ryszarda Gabrysia Siarzewska   | Juliusz Machulski       | |
| 2000            | Zakochani                                                | Edyta                          | Piotr Wereśniak         | Nominacja do Orła za najlepszą drugoplanową rolę kobiecą na 3. ceremonii wręczenia Polskich Nagród Filmowych (2001) |
| 2001            | Stacja                                                   | Wolańska                       | Piotr Wereśniak         | |
| 2002            | The Pianist                                              | sąsiadka                       | Roman Polański          | Film produkcji francusko-niemiecko-polsko-brytyjskiej |
| 2002            | Zemsta                                                   | Podstolina                     | Andrzej Wajda           | Nominacja do Orła za najlepszą główną rolę kobiecą na 5. ceremonii wręczenia Polskich Nagród Filmowych (2002) |
| 2002            | Kariera Nikosia Dyzmy                                    | pielęgniarka                   | Jacek Bromski           | |
| 2003            | Ubu Król                                                 | Ubica                          | Piotr Szulkin           | Nagroda za pierwszoplanową rolę kobiecą na 28. Festiwalu Polskich Filmów Fabularnych (2003), Nominacja do Orła za najlepszą główną rolę kobiecą na 7. ceremonii wręczenia Polskich Nagród Filmowych (2004)                                                                                         |
| 2003            | Żurek                                                    | Halina Iwanek                  | Ryszard Brylski         | Orzeł za najlepszą główną rolę kobiecą na 6. ceremonii wręczenia Polskich Nagród Filmowych (2003), Nagroda miesięcznika Twój Styl (2003), Nagroda aktorska na Ogólnopolskim Festiwalu Sztuki Filmowej „Prowincjonalia” (2004), Nagroda specjalna na 18. festiwalu Tarnowska Nagroda Filmowa (2004) |
| 2006            | Summer Love                                              | szeryfowa                      | Piotr Uklański          | Film produkcji polsko-amerykańskiej |
| 2006            | Wszyscy jesteśmy Chrystusami                             | urzędniczka USC                | Marek Koterski          | |
| 2007            | Aria Diva                                                | diwa Joanna                    | Agnieszka Smoczyńska    | |
| 2008            | Kochaj i tańcz                                           | matka Hani                     | Bruce Parramore         | |
| 2008            | To nie tak, jak myślisz, kotku                           | Maria Hoffman                  | Sławomir Kryński        | |
| 2010            | Cudowne lato                                             | 2 role: Wolska, wróżka Aurelia | Ryszard Brylski         | |
| 2011            | Och, Karol 2                                             | sędzia                         | Piotr Wereśniak         | |
| 2011            | Wyjazd integracyjny                                      | pani Jadzia                    | Przemysław Angerman     | |
| 2012            | Bejbi blues                                              | sąsiadka Krystyna              | Katarzyna Rosłaniec     | |
| 2012            | Komisarz Blond i Oko sprawiedliwości                     | Lolek Orkiestra                | Paweł Czarzasty         | |
| 2012            | Yuma                                                     | ciotka Halinka                 | Piotr Mularuk           | Wyróżnienie Jury Młodzieżowego na Festiwalu Młodego Kina Wschodnioeuropejskiego Cottbus |
| 2013            | Podejrzani zakochani                                     | pięciokrotna rozwódka          | Sławomir Kryński        | |
| 2015            | Panie Dulskie                                            | matka Dulska                   | Filip Bajon             | |
| 2016            | Słaba płeć?                                              | Suczyńska                      | Krzysztof Lang          | |
| 2016            | Papierowe gody                                           | matka Agaty                    | Piotr Matwiejczyk       | |
| 2017            | Ach śpij kochanie                                        | Ruda                           | Krzysztof Lang          | |
| 2018            | 7 uczuć                                                  | Gosia Starecka                 | Marek Koterski          | |
| 2018            | Jak pokonać kaca                                         | Malwina                        | Bartosz Brzeskot        | |
| 2018            | Diablo                                                   | Feliksa                        | Michał Otłowski         | |
| 2019            | Nerd                                                     | mama Norberta                  | Artur Schmidt           | |
| 2020            | Raz, jeszcze raz                                         | matka Madeja                   | Paweł Czarzasty         | |
| 2021            | Chrzciny                                                 | Marianna                       | Jakub Skoczeń           | |
| 2021            | Śniegu już nigdy nie będzie                              | właścicielka buldogów          | Małgorzata Szumowska    | |
| 2021            | Dziewczyny z Dubaju                                      | Dorota Kinia                   | Maria Sadowska          | |
| 2021            | The End                                                  | siostra Radosława Sednama      | Tomasz Mandes           | |
| 2025            | Wujek Foliarz                                            | Barbara                        | Michał Tylka            | |

| Seriale    |                          |                                   | |
| Rok        | Tytuł                    | Rola                              | Uwagi |
| 1986       | Pierścień i róża         | Różyczka                          | Wszystkie odcinki                                                                                                   |
| 1990       | Navarro                  | rola nieznana                     | Serial produkcji francuskiej                                                                                        |
| 1992       | Red Shoe Diaries         | rola nieznana                     | Serial produkcji amerykańskiej                                                                                      |
| 1998       | Złotopolscy              | sołtysowa Michalakowa             | Odcinek: 20 |
| 1999, 2001 | Świat według Kiepskich   | 2 role: Królewna, Merlin          | Odcinki: 21, 109 |
| 1999       | Badziewiakowie           | wychowawczyni                     | Odcinek: 9 |
| 2000       | 13 posterunek 2          | Ewa                               | Odcinki: 11, 26 |
| 2001       | Na dobre i na złe        | Aneta                             | Odcinek: 76 |
| 2001–2002  | Lokatorzy                | Kalina                            | Regularna obsada; Odcinki: 63, 65, 67-68, 70, 72, 86                                                                |
| 2004       | Stacyjka                 | farmaceutka Anda Szulc            | Główna rola; Odcinki: 1-8, 10-13                                                                                    |
| 2005       | Wiedźmy                  | Mariola                           | Główna rola |
| 2005–2009  | Niania                   | Joanna Skalska, siostra Maksa     | Odcinki: 18, 112-113, 124                                                                                           |
| 2006       | Pogoda na piątek         | Anna Lewicka                      | Telenowela |
| 2008       | Pitbull                  | Wesalowa                          | Odcinek: 30 |
| 2009       | Londyńczycy 2            | Elizabeth Sawicky                 | Odcinki: 7, 9, 16                                                                                                   |
| 2011       | Rezydencja               | Anna Żurowska                     | Telenowela |
| 2011       | Komisarz Alex            | Elżbieta Wagner                   | Gościnnie; Odcinek: 1                                                                                               |
| 2011, 2013 | Hotel 52                 | 2 role: Wanda, Natasza Filipowicz | Gościnnie; Odcinki: 48, 91                                                                                          |
| 2012–2013  | Wszystko przed nami      | Marianna                          | Odcinki: 6, 11-12, 15, 18-19, 21, 24, 27, 29-32, 36-37, 40, 48-49, 63-64, 66, 69-73, 76-77, 82-83, 89-93, 95, 97-99 |
| 2018–2019  | Za marzenia              | Eliza Drawicz                     | Drugoplanowa rola                                                                                                   |
| 2023       | To nie ze mną            | Amelia                            | Odcinki: 18, 21 |
| 2024       | Gang Zielonej Rękawiczki | Emilia                            | Odcinki: 12-14 |

### Polski dubbing
- 1997: Larry 7: Miłość na fali jako pani kapitan
- 2006: 7 krasnoludków – historia prawdziwa jako Zła Królowa
- 2010: Alicja w Krainie Czarów jako Czerwona Królowa
- 2012: Dino mama 3D jako Sue
- 2016: Alicja po drugiej stronie lustra jako Czerwona Królowa

### Teatr
- 1985: Trzy siostry jako Irina
- 1987: Mistrz i Małgorzata jako Hela
- 1997: monodram Lustro
- 2002: Hanemann jako Hanka
- 2006: Alina na zachód jako matka
- 2006: Trzy siostry jako Masza
- 2006: monodram Badania terenowe nad ukraińskim seksem
- 2007: Peer Gynt. Szkice z dramatu Henryka Ibsena – Kobieta w Zieleni
- 2008: Alicja jako Czerwona królowa
- 2009: Persona. Tryptyk/Marilyn jako Paula Sstrasber
- 2009: Śmierć i dziewczyna. Dramaty księżniczek I-V
- 2008: Kupieckie kontrakty
- 2013: Kalina jako Kalina Jędrusik
- 2014: Maria Stuart jako Elżbieta I
- 2015: Wesołe kumoszki z Windsoru jako pani Chybcik
- 2015: Tresowane dusze jako Rastawiecka
- 2018: Trojanki jako Helena
- 2018: Bella Figura jako Yvonne Blum
- 2019: Fredra jako Fredra
- 2021: Balkon jako Sędzia
- 2021: Emigrantki jako Teresa
- 2022: Wsopotwzięci jako Zopootina

## Nagrody
- Złote Lwy:

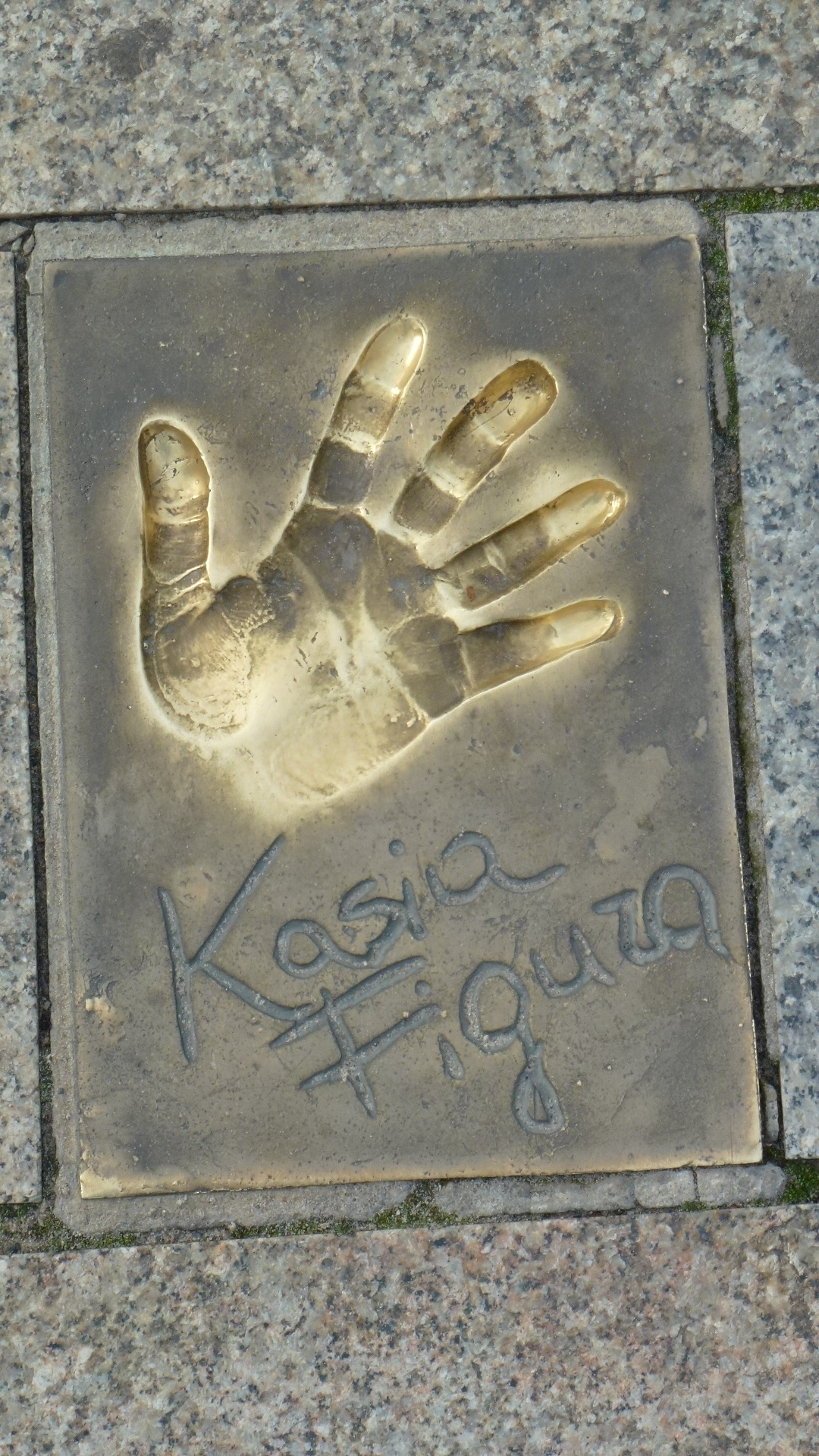
Odcisk dłoni Katarzyny Figury w Alei Gwiazd w Międzyzdrojach.

  - 1999 – 24. Festiwal Polskich Filmów Fabularnych:
    - Nagroda za pierwszoplanową rolę kobiecą za Ajlawju

  - 2003 – 27. Festiwal Polskich Filmów Fabularnych:
    - Nagroda za pierwszoplanową rolę kobiecą za Ubu Król
- Polska Nagroda Filmowa, „Orzeł”:
  - 2001 – nominacja Najlepsza aktorka drugoplanowa za Zakochanych
  - 2003 – nominacja Najlepsza aktorka pierwszoplanowa za Zemstę
  - 2004 – Najlepsza aktorka pierwszoplanowa za Żurek
  - 2005 – nominacja Najlepsza aktorka pierwszoplanowa za Ubu Król
- Złota Kaczka:
  - 1987 – najpopularniejsza aktorka
  - 1998 – najpopularniejsza aktorka
  - 1999 – nominacja dla najpopularniejszej aktorki
  - 2000 – nominacja dla najpopularniejszej aktorki
  - 2003 – nominacja dla najpopularniejszej aktorki
  - 2005 – nominacja dla najpopularniejszej aktorki
  - 2011 – nominacja dla najpopularniejszej aktorki
  - 2012 – nominacja dla najpopularniejszej aktorki
- Inne:
  - 2000 – „Kryształowy Granat” dla najlepszej aktorki komediowej na 4. Festiwalu Komedii Polskich w Lubomierzu
  - 2003 – nagroda miesięcznika „Twój Styl” na 9. Lecie Filmów w Kazimierzu nad Wisłą dla najlepszej polskiej aktorki festiwalu, za rolę Matki w filmie Żurek Ryszarda Brylskiego
  - 2006 – Nagroda na 46. Kaliskich Spotkaniach Teatralnych za rolę Matki w przedstawieniu Alina na zachód Dirka Dobbrowa w reżyserii Pawła Miśkiewicza w Teatrze Dramatycznym w Warszawie
  - 2006 – „Warszawska Puenta” – nagroda magazynu „Warsaw Point” – Puenta Mistrzowska za różnorodność w kreacjach scenicznych
  - 2011 – Nagroda Kryształowego Dzika na 4. Festiwalu Reżyserii Filmowej w Świdnicy za twórczą współpracę aktora z reżyserem
  - 2011 – „Wielki Ukłon” - nagroda za całokształt twórczości na Międzynarodowym Festiwalu Kina Autorskiego „Quest Europe” w Zielonej Górze
  - 2012 – „Platynowy Szczeniak” - nagroda na I Festiwalu Aktorstwa Filmowego im. Tadeusza Szymkowa we Wrocławiu za wybitne osiągnięcia w aktorstwie filmowym
  - 2012 – wyróżnienie jury młodzieżowego 22. FilmFestival w Cottbus za rolę w filmie Yuma w reżyserii Piotra Mularuka
  - 2015 – „Ikona Polskiego Kina” za całokształt pracy aktorskiej na IV Kołobrzeskimi Festiwalu Filmowym „Sensacyjne Lato Filmów”
  - 2016 – Honorowa Nagroda Gdańskiego Towarzystwa Przyjaciół Sztuki za rolę Pani Chybcik w Wesołych kumoszkach z Windsoru
  - 2016 – „Honorowa Złota Ryba” na 14. Multimedia Happy End Festiwalu Filmów Optymistycznych w Częstochowie
  - 2019 – Specjalna Nagroda im. Zbyszka Cybulskiego za całokształt twórczości[58]
  - 2020 – Grand Prix i Nagroda Publiczności 60. Kaliskich Spotkań Teatralnych za rolę tytułową w tragedii Fedra Jeana Baptiste’a Racine’a w Teatrze Wybrzeże[59]
  - 2020 – Pomorska Nagroda Artystyczna w kategorii: Kreacje Artystyczne za wiarygodną i pełną namiętności tytułową kreację w spektaklu Fedra
  - 2021 – Nagroda Prezydenta Miasta Gdańska w Dziedzinie Kultury z okazji jubileuszu 35-lecia pracy artystycznej[60]
  - 2022 – tytuł „Człowieka 30-lecia” tygodnika „Wprost” w kategorii: Kultura
  - 2024 – Nagroda Filmowa Marszałka Województwa Kujawsko-Pomorskiego im. Poli Negri w kategorii klasyka gatunku za ponadczasową kreację aktorską w filmie „Żurek”[61][62]
  - 2025 – Nagroda im. Ireny Solskiej za osiągnięcia w sztuce aktorskiej[63]

## Upamiętnienie
W 1998 podczas III Festiwalu Gwiazd w Międzyzdrojach odcisnęła dłoń na Promenadzie Gwiazd, a 30 listopada 2019 w Alei Gwiazd na ulicy Piotrkowskiej w Łodzi (w okolicach Hotelu Grand i kina „Polonia”) odsłonięto gwiazdę aktorki.